# جيمس بيك (نقابي)
جيمس بيك (بالإنجليزية: James Peck)‏ هو نقابي أمريكي، ولد في 19 ديسمبر 1914 في مانهاتن في الولايات المتحدة، وتوفي في 12 يوليو 1993 في منيابولس في الولايات المتحدة.